# ヴァイオリン協奏曲 (レーガー)
ヴァイオリン協奏曲イ長調作品101は、マックス・レーガーが作曲したヴァイオリン協奏曲。

## 概要
ライプツィヒにて1907年に作曲を開始した。第1楽章と第2楽章は同年に完成され、その後第3楽章が1908年に完成された。初演は同年10月15日、ゲヴァントハウスにてアンリ・マルトーのヴァイオリン独奏、アルトゥル・ニキシュの指揮により行われ、レーガーは本曲をマルトーに献呈した。自筆稿は、かつてはペータース出版のG・ヒンリックセン(Hinrichsen)が所有していたこともあるという。
演奏時間は約55分で、特に第1楽章は25分以上に及ぶ。ベートーヴェン、ブラームスの影響が大きいが、後期ロマン派的な拡張された構成と和音が特徴。

## 編成
独奏ヴァイオリン、フルート2、オーボエ2、クラリネット2、ファゴット2、トランペット2、ホルン4、ティンパニ、弦五部

## 構成
第1楽章 Allegro moderato イ長調 3/4拍子
この楽章ではヴァイオリンの高度な技巧が垣間見えるが、主題や発展は管弦楽が重要な位置を占めているため、実質的には協奏曲というよりは交響的作品に近い位置付けになっている。美しい旋律の第1主題を木管が提示し、ホルン群に受け渡された後木管が再び現れ、これに弦が呼応する。17小節から副主題が現れるが、やがて半音階になり、クレッシェンドを伴う移行句に突入する。独奏ヴァイオリンは第74小節から登場し、独奏に近い形で発展していく。その後104小節で独奏ヴァイオリンが冒頭の主題を再現する。ソナタ形式で、最後は作曲家作り付けのカデンツァとコーダで締めくくられる。
第2楽章 Largo con espressione 三部構成 変ロ長調 3/4拍子
第1主題は弦が提示するが、この中には前楽章のモチーフも含まれている。その後半音階的旋律を伴った経過句に移行する。三部形式で、アッタッカで第3楽章へ続く。
第3楽章 Allegro moderato ma con spirito イ長調 2/4拍子
まず弦がヘ短調の動機を奏し、上行したり下行したりしながら半休止する。しかしすぐにイ長調の上行音階による第1主題が現れ、第15小節で独奏ヴァイオリンが冒頭の主題に基づく旋律を奏でる。その後独奏ヴァイオリンと管弦楽が第1主題を部分的に確保し、第77小節で木管が重要な動機を提示する。92小節以降木管と弦の弱奏による動機のやりとりを経て木管を伴った独奏ヴァイオリンによる第2主題が現れる。コーダは第1主題に基づいており、第50小節で独奏ヴァイオリンが登場する。ヴァイオリンはスタッカートで終結部のためのお膳立てをし、やがて第574小節からはテンポを速めながらフォルティッシモに突入した後幕が終わる。